# Roedie
Rudi Wijnen (19 maart 1994) ook bekend als Roedie, is een Nederlandstalige YouTuber. Zijn kanaal Roedie heeft anno 2023 meer dan 400.000 abonnees. Ook is Wijnen actief op Twitch. 

## YouTube-kanaal
In 2015 begon Wijnen met het maken van gamevideo's op het kanaal Roediementair, later werd het kanaal herdoopt tot Roedie. 

## Theatershow
In 2020 maakte Wijnen bekend dat hij samen met collega-youtuber Joost Bouhof een aantal theatervoorstellingen zou verzorgen. Joost x Roedie: Uitgespeeld geeft ouders en kinderen een unieke inkijk in het leven van online gamers, van zowel de hoogtepunten als de worstelingen. Vanwege de coronapandemie konden de initiële voorstellingen niet doorgaan. Er werd wel op 30 december 2020 een alternatieve liveshow georganiseerd. De première van de geplande theatershow Joost x Roedie: Uitgespeeld werd enkele keren verplaatst maar wegens gezondheidsklachten van Wijnen werd in 2022 beslist dat de voorstellingen geannuleerd worden.

## Andere activiteiten
Wijnen is ook soms te zien als expert op het gebied van gaming bij bijvoorbeeld het Jeugdjournaal. Ook mocht hij in 2019 als een van de eerste gamers het 5G-netwerk van KPN testen.
Wijnen was al eerder in het theater te zien in 2019 en 2020 toen hij deelnam aan Legends of Gaming Live.

## Privéleven
Wijnen heeft chronische pijn en chronische vermoeidheid. Al van jongs af aan heeft hij fysieke klachten, eerder waren dit voornamelijk klachten aan de schouder maar na het lopen op krukken als gevolg van het stappen in een stuk glas zijn de fysieke klachten meer uitgebreid.
In 2021 kreeg Wijnen te maken met nog meer lichamelijke klachten. Dit leed tot talloze operaties en periodes van herstel waardoor hij onder andere 4 maanden lang aan 1 stuk in het ziekenhuis belandde.
Wijnens jongere broer Jamie is eveneens actief op YouTube.

## Prijzen en nominaties
| Jaar | Prijs                | Categorie                                 | Resultaat   |
| ---- | -------------------- | ----------------------------------------- | ----------- |
| 2019 | Legends of Gaming NL | Legends of Gaming 2018-2019               | 3e          |
| 2019 | Legends of Gaming NL | Fun Award                                 | Genomineerd |
| 2019 | Dutch Stream Awards  | Beste Stream (Publieksaward)              | Genomineerd |
| 2019 | Dutch Stream Awards  | Beste Mannelijke Streamer (Publieksaward) | Genomineerd |
| 2020 | Dutch Stream Awards  | Beste Stream (Publieksaward)              | Genomineerd |
| 2020 | Dutch Stream Awards  | Beste Mannelijke Streamer (Publieksaward) | Genomineerd |
| 2020 | Dutch Stream Awards  | Beste Mannelijke Streamer (Juryaward)     | Genomineerd |
| 2020 | Legends of Gaming NL | Legends of Gaming 2019-2020               | 2e          |
| 2021 | Dutch Stream Awards  | Beste Mannelijke Streamer (Publieksaward) | Genomineerd |
| 2021 | Legends of Gaming NL | Beste Gaming Video van 2020               | 9e          |
| 2021 | Legends of Gaming NL | Beste Gaming Video van 2020               | 10e         |
| 2022 | Legends of Gaming NL | Beste Gaming Video van 2021               | 10e         |
| 2022 | Legends of Gaming NL | Beste Gaming Video van 2021               | 20e         |
| 2023 | Legends of Gaming NL | Beste Gaming Video van 2022               | 9e          |